# Paris Hilton
Paris Hilton, celým jménem Paris Whitney Hilton (* 17. února 1981 New York) je americká celebrita, společenská prominentka a dědička podílu hotelového impéria Hilton a nemovitostí svého otce Richarda Hiltona.
Paris Hilton je vedoucí osobností reality show The Simple Life. Je také známá svým soukromým erotickým videem se svým bývalým přítelem Rickem Salomonem. Tento film, 1 Night in Paris, se dostal na internet a vzbudil pozornost celého světa.

## Rodina
Paris je nejstarší ze čtyř dětí Richarda Hiltona a Kathy Richards. Má mladší sestru Nicky (která má jméno po prastrýci z otcovy strany Conradu Nicholsonu Hiltonovi II.) a bratry Barrona Hiltona II. (po dědovi z otcovy strany Barronu Hiltonovi II.) a Conrada Hiltona III. (po pradědovi Conradu Nicholsonu Hiltonovi I.)
Její tety z matčiny strany jsou populární dětské hvězdy ze 70. let Kim Richards a Kyle Richards, které hrály ve filmu Escape to witch mountain, televizních show jako Nanny and the Professor, Little house on the Prairie nebo ER. Díky manželství svého pradědečka Conrada Hiltona je příbuzná se slavnou maďarskou herečkou Zsa Zsa Gabor a Elizabeth Taylor, která byla první ženou jejího prastrýce Conrada Nicholsona Hiltona II.
Její prarodiče Barron Hilton a Marrilyn Hawly jsou ředitelé hotelů a její praprarodiče Conrad Hilton a jeho první žena Mary Barron jsou zakladatelé hotelového impéria Hilton. Když v roce 1979 Conrad Hilton zemřel, neodkázal ze svého jmění své rodině vůbec nic. Pozůstalí závěť u soudu napadli a roku 1988 vyhráli. Parisin podíl je odhadován mezi 30 a 50 miliony dolarů.
Paris Hilton se v mládí několikrát stěhovala, z jednoho exkluzivního bydliště do druhého, mimo jiné i do luxusního apartmánu ve Waldorf-Astoria Hotel v Beverly Hills, na Manhattanu a The Hamptons. V současnosti její rodiče vlastní nemovitosti za téměř 50 milionů dolarů – palác v Bel Air za 30,5 milionu, nemovitosti v The Hamptons za 12,5 milionu a dům v Beverly Hills, kde Paris i se sestrou žije, za 10 milionů dolarů.
První ročník střední školy dokončila v Rancho Mirage v Kalifornii na prestižní škole Marywood-Palm Valley School a druhý a třetí ročník na Dwight School v New Yorku, ze kterého ale odešla a americkou maturitu si absolvovala dodatečně.

## Mediální hvězda

### Erotické video a cesta vzhůru
Paris Hilton ještě v dětských letech začala s modelingem, zpočátku pro charitativní akce. V roce 2000 podepsala smlouvu s modelingovou agenturou Donalda Trumpa T Management. Hilton dále spolupracovala s nejlepšími agenturami, jmenovitě s Ford Models Management v New Yorku, Models 1 Agency v Londýně, Nous Model Management v Los Angeles a Premier Model Management v Londýně. Objevila se v bezpočtu reklamních kampaní, třeba na Iceberg Vodka, GUESS, Tommy Hilfiger, Christian Dior, a Marciano. Počátkem roku 2001 začala být v New Yorku vyhlášená svými večírky a skandály a bývala v novinách označována jako „NY leading It Girl“. Později se její sláva přestala omezovat jen na New York.
V roce 2003 prosáklo na veřejnost její tři roky staré soukromé erotické video s jejím tehdejším přítelem Rickem Salomonem, což spustilo internetové šílenství a to vše týden před premiérou její reality show The Simple Life mediální společnosti Fox. Objevily se spekulace, že video bylo vypuštěno úmyslně, aby zvýšilo zájem o reality show The Simple Life. Hiltonová tato tvrzení rázně popřela a tvrdila, že se jeho zveřejněním cítila zahanbená a v rozpacích. Zpočátku obvinila Salomona, že video zveřejnil on, a zažalovala ho. Dohodli se však na mimosoudním vyrovnání a podle neoficiálních informací Hiltonová získala 400 tisíc dolarů (část z toho prý věnovala na charitu). Pro časopis GQ o tom řekla: „Já jsem nikdy nevzala ani desetník, jsou to jen špinavé peníze a Salomon by je měl dát na pomoc obětem sexuálního násilí nebo něco podobného.“ Avšak video, které dostalo jméno 1 Night in Paris (2004), vydala na DVD a uvedla se jako jeho režisérka. Film v roce 2005 získal cenu AVN Awards (něco jako pornooskar) za nejlepší prodej v roce 2004.
Reality show The Simple Life odstartovala 2. prosince 2003 a sledovala hlavní protagonisty Paris Hilton a Nicol Richieovou (adoptivní dceru Lionela Richieho). V průběhu jedné řady bydleli s rodinou na farmě v Altusu v Arkansasu a cílem show bylo vydělávat na záběrech, kde Paris a Nicole kydaly hnůj a podobně. Základní myšlenkou show bylo ukázat jejich odpor a nezvyk to the simple life (k jednoduchému životu) na venkově. V současné době je již natočeno pět sérií The Simple Life. The First Season, Road Trip, Interns, 'Til Death Do Us Part a Goes to Camp.

### Herečka

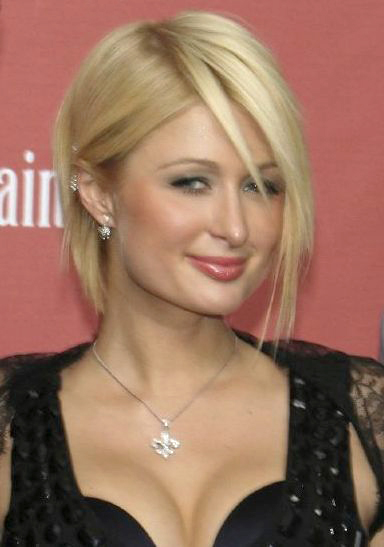
Paris Hilton, 2007

Po úspěchu první řady The Simple Life následovaly pod taktovkou mediální společnosti Fox dvě další. Fox poté show po hádce Paris a Nicol zrušil, ale práva na show přebrala kabelová televize Entertainment Television, která premiéru čtvrté řady plánovala na květen 2007.
Hilton se objevila v menších rolích ve filmech Zoolander (2001), Nine Lives (2002), Život s Helenou (2004), Zlatí spratci (2004), Dům voskových figurín (2005). Za roli Paige Edwardsové ve filmu Dům voskových figurín získala cenu The Teen Choice Award za nejlepší řev a byla nominována na Choice Breakout Performance – Female. Dále roku 2006 získala nominaci na Best Frightened Performance. Paris Hilton roku 2006 získala svou první hlavní roli ve filmu Trhni si! (2006) a poté ve filmu Až do dna (2006), Kráska a Ošklivka (2008) a dále v ještě nepojmenovaném superhrdinském filmu se Stanem Leem. Paris propůjčila jméno i hlas animovanému seriálu, který je o ní, její sestře a jejím psu Tinkerbellovi. Hilton také hostovala v seriálech O.C., The George Lopez Show, Las Vegas, American Dreams, Jmenuju se Earl a Veronica Mars. Dále poté hrála v několika klipech, jako třeba It Girl od Johna Oatese či Just Lose It od Eminema.

### Zpěvačka
Paris Hilton začala pracovat na svém debutovém albu Paris v roce 2004, které představila 22. srpna 2006. Album se vzápětí dostalo na šesté místo žebříčku Billboard 200 nejprodávanějších alb. Album produkovali Greg Wells, Kara DioGuiardi, Jane Wiedlin a Scott Storch. Hilton spolupracovala s Fat Joe a Jadakiss na songu Fightin Over Me. Její první singl Stars are blind, které produkoval Fernando Garibay byl vypuštěn ke stažení na internet 20. června 2006 a hned se dostal na 18. příčku Billboard Hot 100. Další singly Turn It Up a Nothing in this world byly sledovány jako světové songy. All Music Guide její album hodnotil jako zábavnější, než cokoliv od Britney Spears, Jessicy Simpson, nebo jiných mladých zpěvaček.
V srpnu 2006 undergroundoví umělci Banksy a Danger Mouse nazpívali parodie na její album. Spolu s remixovanými skladbami a poznámkami v CD které obsahovali Parisiny fotky nahoře bez se sloganem: „S každým CD, co ode mě koupíte, mě posouváte ještě výš a dál od vás.”
Hiltonová založila v roce 2004 vydavatelství Heiress Records, které funguje v rámci koncernu Warner Bros Records. Jediné album, které Heiress Records vydalo, bylo album Paris. Hiltonová však tvrdí, že hodlá v budoucnu prostřednictvím svého vydavatelství podporovat nové mladé umělce.

### Další byznys
Na podzim roku 2004 Hiltonová vydala autobiografickou knihu  Confessions of an Heiress: A Tongue-in-Chic Peek Behind the Pose, spolu napsanou s Merle Ginsberg, která obsahuje fotky a poznámky ze života dědičky. Hiltonová údajně získala 100 tisíc dolarů jako zálohu za tuto knihu, která byla parodována Robertem Mudellem v The Late Show with David Letterman. Nicméně podle New York Times se kniha stala bestsellerem. Knihu poté následovalo vydání deníčku nazvaného Your Heiress Diary: Confess It All To Me, na kterém rovněž spolupracovala Merle Ginsbergová.
Hiltonová pomohla navrhnout kolekci kabelek pro japonskou značku Samantha Thavasa a také se podílela na kolekci bižuterie pro Amazon.com. V roce 2004 se Paris Hilton zapojila do tvorby kolekce parfémů pro Parlux Fragrances. Kolekce byla původně vyrobena v malém množství, ale poptávka po ní byla před Vánocemi 2004 tak velká, že její náklad musel být dodatečně rozšířen. Po tomto úspěchu zaznamenala firma Parlux 47% nárůst zisků. Její další parfémy proto kvůli prodejnosti byly prodávány pod značkou Hilton. Později Parlux Fragrances pustil do prodeje i několik vůní Hilton pro muže.
Paris Hilton v roce 2005 své jméno propůjčila řetězci diskoték, známé jako Paris Club’s. První takový klub byl otevřen v Orlandu na Floridě a byl provázen velkým úspěchem. Proto v červenci 2006 byl následován otevřením dalšího klubu v Jacksonville na Floridě. V lednu 2007 s ní Fred Khalilian ukončil spolupráci, protože se Hiltonová několikrát neobjevila na propagačních akcích.

## Osobní život

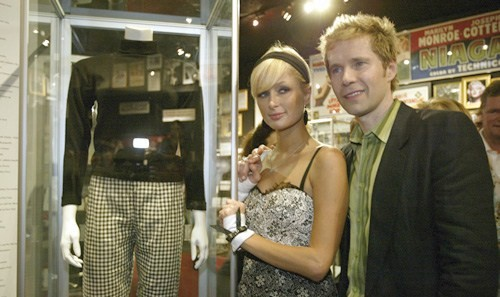
Paris Hilton a Mark Bellinghaus v Hollywoodském muzeu, v popředí autentické oblečení Marilyn Monroe

Paris Hilton byla od poloviny roku 2002 až do začátku roku 2003 zasnoubena s modelem Jasonem Shawem. Dne 29. května ohlásila zásnuby s řeckým rejdařem Paridem Latsisem, které byly zrušeny o pět měsíců později. Krátce na to začala chodit s jiným řeckým miliardářem Stavrosem Niarchosem III., ale v květnu 2002 Hiltonin agent Eliot Mintz médiím sdělil, že se rozešli.
Dne 11. listopadu 2004 se Paris účastnila kampaně, zaměřené na propagaci prezidentských voleb především mezi mladými lidmi. Hiltonová za to však sklidila kritiku, když vyplulo na povrch, že sama k volbám nešla a ani se nikde neregistrovala.
V pokusu o další zviditelnění si v roce 2007 Paris Hilton zakázala sex na celý rok. Pro show Live with Regis and Kelly uvedla: „Myslím, že dobrodružství na jednu noc už nejsou pro mě a myslím, že je to špinavé. Muži od vás budou chtít víc než jen sex, když se jim nevydáte na stříbrném podnosu.“ Pět dní po těchto výstupech v televizi byla vyfocena ve West Hollywood, jak se líbá s Brandonem Davisem.
V lednu 2007 opět plnil její osobní život stránky novin, a to při příležitosti spuštění nové internetové adresy ParisExposed.com, kde bylo k vidění spousty soukromých fotek, videí a dalšího privátního materiálu, získaného údajně ze skladiště jedné z firem, pronajatých Hiltonovou a prodané v dražbě kvůli platební neschopnosti. Na CNN byly mimo jiné probírány i rasistické nadávky, které Hiltonová na jedné z nahrávek vykřikuje. Dne 3. února 2007 Hilton obdržela soudní příkaz, k zablokování ParisExposed.com.
Nezřízený život plný večírku, alkoholu, pornoskandálů a v neposlední řadě i problémů se zákonem, se už přestal líbit Barronu Hiltonovi. Byl jejím chováním zděšený, protože špiní dobré jméno rodiny. Hlava hotelového impéria Hilton prohlásil, že Paris rozhodně neuvidí ani cent z jeho dědictví. Devětasedmdesátiletý hoteliér při té příležitosti také oznámil, že namísto toho dá dvě miliardy dolarů charitě. Paris však zřejmě nemusí mít obavy o svoji budoucnost. Natočila úspěšné CD, vydala knihu a je hlavní protagonistkou reality show The Simple Life.

### Problémy se zákonem

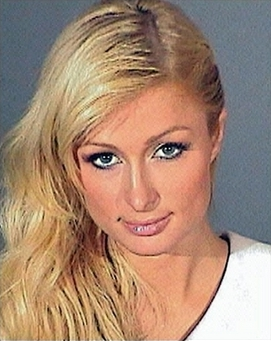
Policejní fotografie Paris Hilton

- V září 2006 byla v Kalifornii zatčena a obviněna za řízení s 0,8 promilemi alkoholu v krvi. Vzdala se práva na obhajobu a byla odsouzena ke 36 měsícům zkušební doby a pokutě 1500 dolarů. V březnu ale prokurátor z Los Angeles prohlásil, že Hiltonová porušila podmínky probační lhůty rychlou jízdou bez zapnutých světel, řízením v podmínce a nedodržováním nařízené protialkoholní léčby.
- Dne 4. května 2007 byla odsouzena na 45 dní do vězení za porušení své podmínky. Trest měla nastoupit do 5. června 2007, jinak jí hrozil až dvojnásobný trest. Spisovatel a rozhlasový moderátor Mark Dice uspořádal v Beverly párty na oslavu dne, kdy Paris Hilton půjde do vězení, jako „velký den v historii pop-kultury“. Hiltonová se proti rozsudku odvolala, stále jí však hrozilo vězení. Po odpykání dvou dnů trestu mezi 5. a 7. červnem jí byl trest podmínečně změněn na 40 dní domácího vězení, a pro porušení podmínky byla 8. června ráno odsouzena k vykonání zbytku trestu odnětí svobody. Někteří novináři se dotazovali soudce, proč vynesl tak tvrdý ortel, například reportér Geraldo Rivera argumentoval, že "mnoho dalších lidí spáchalo stejný prohřešek, jako Hiltonová a za mříže za to nešli."

## Další úspěchy a zajímavosti
Podle časopisu Forbes Paris Hilton v letech 2003–2004 vydělala přibližně dva miliony dolarů, v letech 2004–2005 6,5 milionu a v letech 2005–2006 sedm milionů dolarů.
Sama sebe prohlásila „blond ikonou desetiletí“, přirovnávajíc se při tom k Marilyn Monroe či princezně Dianě. V roce 2007 se má údajně objevit v Guinnessově knize rekordů jako "Nejpřeceňovanější světová celebrita". Ve volbě Associated Press a AOL byla Paris Hilton zvolena druhou "nejhorší celebritou za rok 2006", hned za Britney Spears.
V listopadu roku 2014 vyhrála na NRJ DJ Awards cenu za Nejlepší DJku.
Také se objevila ve českých hrách: Polda 6 a Polda 7